# له-ایل-دو-لا-مادلن، کبک
له-ایل-دو-لا-مادلن (به فرانسوی: Les Îles-de-la-Madeleine) شهری در ناحیه گاسپزی-ایل-دو-لا-مادلن در استان کبک کانادا است. در سرشماری سال ۲۰۱۱ این شهر ۱۲٬۵۶۴ نفر جمعیت داشته‌است و مساحت آن ۱۶۶٫۳۹ کیلومتر مربع است.